# Айткалиев, Кусаин Айткалиевич
Кусаин Айткалиевич Айткалиев (каз. Құсайын Айтқалиев, 1930, Казахстан — 23 июня 2020) — советский, казахский педагог. Народный учитель СССР (1980).

## Биография
Родился в 1930 году в Яманхалинском районе (ныне — Махамбетский район, Атырауская область, Казахстан).
В 1950 году окончил Гурьевский педагогический институт. Учитель казахского языка и литературы. Член КПСС с 1968 года.
С 1950 года — учитель Култайской семилетней школы Баксайского района (ныне Махамбетский район). С 1956 по 1958 год — директор Талкайранской семилетней школы. С 1958 по 1970 год — заместитель директора Алгинской средней школы Махамбетского района Гурьевской области (ныне Атырауской области), с 1970 по 1995 год — директор.
Научно-практическая работа учителя велась в направлении демократизации образования. Он организовал профессиональное образование для учеников наряду с программным образованием. Поддержал практику проведения блок-уроков по казахскому языку и литературе. Обучение с помощью такой системы основано на принципе быстрого продвижения предмета материала в заранее увеличенном количестве. В учебном плане явления, процессы, шаблоны сгруппированы в блоки, которые логически взаимосвязаны. Переход к блочной системе позволяет обратить внимание на понятия, лежащие в основе основных проблем, для определения причинно-следственной связи учебного материала.
Скончался 23 июня 2020 года в селе Алга Махамбетского района, где и похоронен.

## Награды и звания
- Заслуженный учитель Казахской ССР
- Народный учитель СССР (1980)
- Орден Парасат (2005)
- Орден Трудового Красного Знамени (1970)
- Медаль «В ознаменование 100-летия со дня рождения Владимира Ильича Ленина» (1970)
- Медаль «За трудовую доблесть» (1970)
- Почётный работник образования Казахской ССР
- Почётный гражданин Атырауской области
- Награжден многими медалями и дипломами за выдающуюся работу в области народного образования Казахской ССР.